# Rhynchostegiella microtheca
Rhynchostegiella microtheca är en bladmossart som beskrevs av Brotherus 1909. Rhynchostegiella microtheca ingår i släktet nålmossor, och familjen Brachytheciaceae. Inga underarter finns listade i Catalogue of Life.